# Renauldia lycopodioides
Espèce
Statut de conservation UICN

 EN B1+2cd : En danger
Renauldia lycopodioides est une espèce de plantes de la famille des Pterobryaceae.

## Publication originale
- Folia Historico-naturalia Musei Matraensis 4: 33. 1976[1977].